# ジフン
キム・ジフン（朝: 김지훈、朝: 金智訓、英: Kim Ji-hoon、2000年1月9日 - ）は、韓国の歌手、俳優。男性アイドルグループ・BXBのメンバー。またTRCNGの元メンバーである。身長176cm、血液型B型。

## 来歴
2007年、テレビドラマ『トゥルー・ストーリー・レッド・アイ』に出演し、子役デビュー。
2017年10月10日、10人組男性アイドルグループ・TRCNGのメンバーとしてデビュー
2022年3月、所属事務所のTSエンターテインメントとの契約を終了し、TRCNGが解散。
2022年5月、APRエンターテインメント（WOLFBURN）よりTRCNGの元メンバーであるヒョヌ、シウ、ハミン（カンミン）と共に再デビューすることを発表。6月6日には再デビューに先立ってAPR PROJECTとしてプロジェクト楽曲「11時59分（11:59）」を発売。
2023年1月30日、WOLFBURNから5人組男性アイドルグループ・BXBのメンバーとしてデビュー。

## 出演

### テレビドラマ
- トゥルー・ストーリー・レッド・アイ（Y-Star、2007年） - 若いドンヨップ役
- クルーガー・テグ・ライフ（SBS、2010）
- トンイ（MBC、2010年） - 貴族の子供役
- ジャスト・ライク・ザット・ショー - シーズン1（Tooniverse、2011年） - ジュンソク役
- Glory Jane（朝鮮語版）（KBS2、2011年） - 若いソ・インウ役
- 蒼のピアニスト（SBS、2012） - 若いユ・インハ役
- Ohlala Couple（朝鮮語版）（ KBS2、2012） - 若いチャン・ヒョンウ役
- サムスンギ（朝鮮語版）（KBS2、2013年） - 若いパク・ドンウ役
- 女王教室（朝鮮語版）（MBC、2013年） - キム・テソン役
- 愛のメロディー（朝鮮語版）（KBS1、2013） - キム・ソンフン役
- ドクター異邦人（SBS、2014年） - 若いイ・ソンフン役

### 映画
- フラッシュバック（2008年）
- 地球上での生き方（2009年）
- 家庭家族（ショートフィルム、2009年） - 息子役
- 悪い教育（短編映画、2010年）
- ゴーストスワッパ（2012年）
- ザンベジア（アニメーション、2012年） - カイ・ザ・ペレグリン・ファルコン役（韓国 ダビング）